# Golpe de Estado en Uruguay de 1942
El golpe de Estado en Uruguay del 21 de febrero de 1942, también denominado como Golpe bueno, fue el quiebre institucional en el cual el presidente Alfredo Baldomir disolvió la Corte Electoral y el Parlamento, reemplazando a este último con un Consejo de Estado con la intención de dejar sin efecto la Constitución de 1934, instaurada durante la dictadura de Gabriel Terra, y elaborar una nueva constitución para dar margen a una transición. El Consejo de Estado instaurado dio como resultado la redacción de la Constitución de 1942, aprobada mediante voto popular vía plebiscito simultáneamente con las elecciones generales de ese mismo año.
La expresión "golpe bueno" fue acuñada por la prensa escrita, ya que no hubo censura ni detenciones, como sí los hubo en el golpe de 1933 de Terra. Por tal motivo se suele hablar de este período, la presidencia de facto de Alfredo Baldomir, como una "dictablanda".

## Contexto
En las elecciones de 1938 se eligió al sucesor de Gabriel Terra, tras años de dictadura. En estas elecciones, en la que no participaron sectores opositores a la dictadura como batllistas o nacionalistas independientes, el Partido Colorado tuvo dos fórmulas. La de Alfredo Baldomir - César Charlone, apoyada por aquellos proclives a la apertura del régimen, y la de Eduardo Blanco Acevedo, continuista con la dictadura. Resultando electo Baldomir, asumió la Presidencia de la República el 19 de junio de 1938 para el período 1938-1942. En su discurso inaugural afirmó: "en esta hora nuevamente se habla de reformismo constitucional, no tengo inconvenientes en proclamar que yo también soy partidario de tal revisión".
El 24 de julio de 1938 la oposición convocó un mitin bajo el lema "Por una nueva Constitución y leyes democráticas" con el propósito de presionar al presidente. Según la prensa de la época, participaron unas 200 mil personas sin propaganda política. Los organizadores expresaron que el acto no era contra el presidente Baldomir, sino a favor de la reforma de una "Constitución injusta". 
La demostración de fuerzas alentó al presidente a proponer ante el Parlamento un proyecto de ley constitucional que permitiera la reincorporación de los sectores opositores a sus colectividades originales. La ley sancionada el 23 de mayo de 1939, con la oposición del herrerismo, establecía la posibilidad de crear sublemas que acumulasen votos adentro del partido. Esta norma, junto a la sancionada en 1934, y otras disposiciones aprobadas con posterioridad conformaron el sistema electoral conocido posteriormente en Uruguay como "ley de lemas". Ante esta ley reaccionaron los sectores opositores a la dictadura de Terra, los blancos independientes rechazaron hacer uso de la ley, mientras que en la Convención del batllismo se discutió hasta que en el mes de septiembre de 1940 el batllismo decidió volver a votar bajo el lema de Partido Colorado luego de ocho años de abstenciones.
También el enfrentamiento entre Baldomir y Herrera (este último gran aliado de Terra en su régimen), fue agudizado con el desarrollo de la Segunda Guerra Mundial, generando múltiples roces. Uruguay había decretado el 5 de setiembre de 1939 su neutralidad frente a la guerra europea. No obstante esta primera actitud, se fue perfilando con creciente nitidez una definida posición a favor de los aliados y de las directivas estadounidenses. De este modo, el gobierno de Baldomir revirtió las orientaciones del terrismo en materia internacional. La causa aliada era identificada —y en esto coincidía con la opinión pública en general— con la defensa de la democracia amenazada seriamente por el avance totalitario.

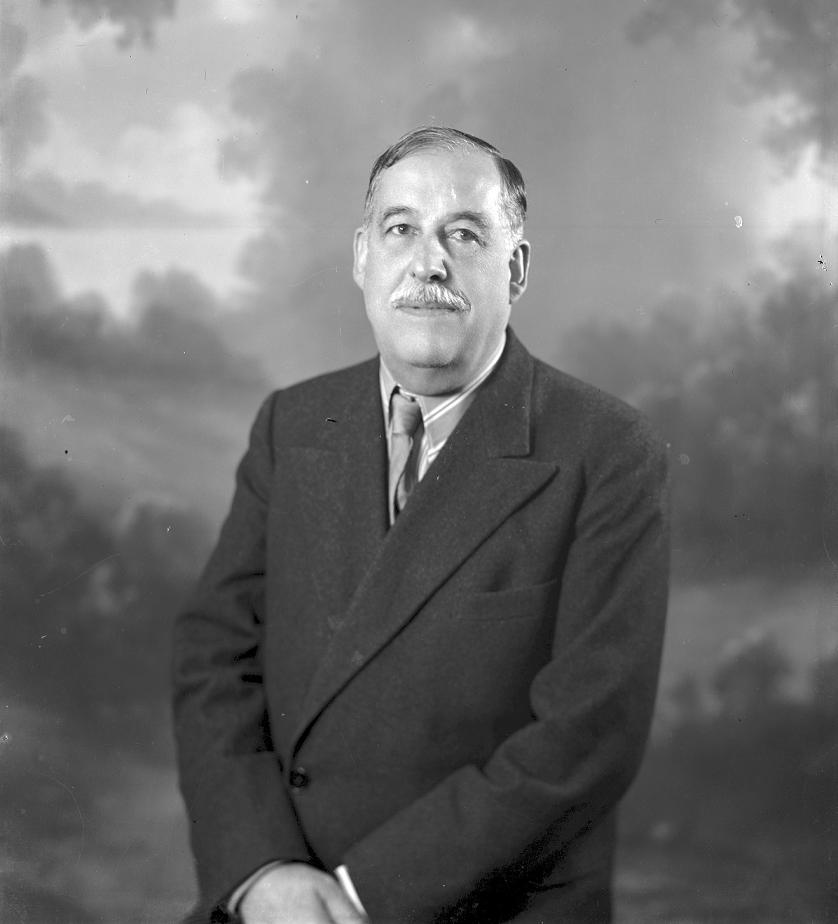
El caudillio nacionalista, Luis Alberto de Herrera.

Sumado a esto, tras la batalla de Punta del Este y el hundimiento del Graf Spee en el 17 de diciembre de 1939 aumentó el miedo público a los rumores de una posible expansión nazi-fascista. La publicación en la prensa de las “listas negras” donde aparecían los nombres de comerciantes y empresarios vinculados con el nazi-fascismo, la suspensión del diputado colorado Alejandro Kayel por su “prédica totalitaria” y apoyo a políticas nazis, la denuncia de una conspiración nazi (“el plan Fuhrmann”) y la creación de la Comisión Investigadora de Actividades Antinacionales, fueron algunos de los hechos que exacerbaron el clima opresivo que se vivía. A esto se unía una casi constante movilización, a lo largo y ancho del país, de repudio al fascismo y apoyo a los aliados.
Mientras Baldomir y su canciller Alberto Guani manifestaban su alineamiento con los Aliados (compra de armamentos y su promesa de construcción de bases militares de Estados Unidos), Herrera expresaba públicamente su defensa de la neutralidad y la no injerencia. Finalmente, el 23 de marzo de 1941, herreristas y blancoacevedistas descartaron la candidatura oficialista de Cyro Giambruno a la presidencia de la Cámara de Representantes, votando en cambio al diputado colorado José Aguiar Sosa. Baldomir interpretó esa decisión como un "acto político disolvente", por lo cual reemplazó a los tres ministros blancos por dirigentes de su propio sector. Herrera consideró este desenlace como el fin de la alianza que había apoyado el golpe de Terra en 1933 y que había servido como apoyo a la dictadura.
Baldomir continuaba con el objetivo de conseguir una reforma constitucional, por esto designó una "Junta Consultiva para la Reforma de la Constitución", presidida por el doctor (y futuro presidente) Juan José de Amézaga, destacado batllista y luego anticolegialista que se alejó de Terra por el golpe. Esta junta, integrada por miembros de todos los partidos, salvo el herrerismo y el Partido Comunista, elaboró un proyecto que eliminaba el "Senado del medio y medio" y la obligada representación de la minoría en el gabinete ministerial, y establecía que la Corte Electoral estaría integrada por nueve miembros, cinco de los cuales serían neutrales. El proyecto ingresó al Parlamento en septiembre de 1941, pero rápidamente fue bloqueado por una mayoría de legisladores compuesta por blancoacevedistas y herreristas.
Ante la imposibilidad de pasar el proyecto, Baldomir convocó un acto multitudinario en el Estadio Centenario donde reafirmó la necesidad de reformas la Constitución y señaló que el herrerismo era el principal obstáculo por el control que ejercía en la Corte Electoral tras la renuncia de algunos de sus miembros. A comienzos de febrero de 1942, un diario oficialista llamado "El Tiempo" tituló una portada con la señal: "no habrá elecciones si no se nombra a la Corte Electoral". El herrerismo tomó este anuncio como una amenaza y en respuesta convocó al Senado al ministro del Interior, Amaro Semblat. Tras una larga sesión, la cámara aprobó una declaración de repudio a las respuestas del ministro rechazando cualquier intento de ruptura del orden institucional. Horas más tarde, en la madrugada del 21 de febrero, Baldomir disolvió las cámaras y la Corte Electoral con el apoyo de las fuerzas policiales y de bomberos.

## Golpe de Estado
En la madrugada del sábado 21 de febrero de 1942 se produjo el segundo golpe de Estado del siglo XX, distanciado apenas nueve años del anterior quiebre del 31 de marzo de 1933. Unas pocas fuerzas de seguridad rodeaban el Palacio Legislativo, mientras otras se apostaron en la Corte Electoral y frente a la casa de Luis Alberto de Herrera.
Las fiestas de carnaval no se interrumpieron. Al “nuevo orden” no le hizo falta recurrir a las detenciones, deportaciones, violenta represión y censura de prensa, de la que tanto hizo abuso su antecesor. El herrerismo, golpista en 1933 y desplazado en esta oportunidad, denunciaba la “era sombría” en la que entraba la República, y proclamaba a César Charlone (entonces vicepresidente), como presidente legal.
Ese mismo día, Baldomir anunciaba que seguiría en el ejercicio del poder y convocaba a elecciones a realizarse el último domingo de noviembre de ese año.
El golpe fue apoyado por una coalición compuesta por baldomiristas, nacionalistas independientes, batllistas y comunistas. César Batlle Pacheco dijo entonces: "no debemos lamentar que una Constitución de origen espurio haya sido derribada por la fuerza".
Por su parte, el presidente de la República, Gral. Alfredo Baldomir, hizo su mensaje al país por cadena de radio, exponiendo “los motivos que provocaron la actual situación…”. “Yo soy el primero en deplorarlo”, dice Baldomir, “pero no es mía la responsabilidad de lo acontecido… Yo no me dirijo hoy a la nación para formularle mentiras piadosas; o para silenciar la voz de mi conciencia con la invocación de causas supuestas; o con el triste designio de cubrir atributos despóticos con superfluas y engañosas protestas democráticas…el papel que debo asumir solo lo admito como un sacrificio…”.

## Consejo de Estado de 1942 y elecciones generales

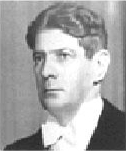
Juan José de Amézaga, presidente electo en 1942.

La obra legislativa del Consejo de Estado de 1942 fue la elaboración de una nueva constitución que sustituyera varios aspectos organizativos de la Constitución de 1934: la llamada Constitución de 1942.
El Consejo de Estado, compuesto por batllistas y blancos independientes, era de 16 miembros, con integrantes como Juan José de Amézaga, José Serrato, Pedro Cosio, Víctor Sudriers, Alfredo R. Campos, César Batlle Pacheco, Tomás Berreta, Ricardo Cosio, Juan P. Fabini y Andrés Martínez Trueba.
El 29 de noviembre de 1942 se realizaron las elecciones, en las que triunfó Juan José de Amézaga, apoyado por el oficialismo y el batllismo. El Consejo de Estado se disolvería poco después, siendo sustituido por el parlamento recientemente electo. Junto a estas elecciones simultáneamente se plebiscitó la reforma constitucional, obteniendo el apoyo del 77% de los votantes, lo cual supuso la legitimación de la salida golpista de febrero.